# Place de la Concorde (Degas)
La Place de la Concorde, ou encore Le Vicomte Lepic et ses filles traversant la place de la Concorde, est un tableau d'Edgar Degas composé en 1875 et conservé au musée de l'Ermitage de Saint-Pétersbourg.
Il représente au début de l'automne l'élégant vicomte Ludovic-Napoléon Lepic (1839-1885) en haut-de-forme fumant le cigare et traversant la place de la Concorde avec ses deux filles et son lévrier. Un homme avec une canne observe la scène sur le côté gauche du tableau. Au fond, on remarque le jardin des Tuileries derrière son mur. Certains historiens d'art estiment que ce tableau a été inspiré par la photographie à cause des personnages regardant au hasard dans différentes directions et à cause de l'agencement de l'espace.
Cette œuvre a été considérée comme perdue depuis la Seconde Guerre mondiale, jusqu'à ce que les autorités russes la montrent au public en 1995 à l'Ermitage. Ce tableau faisait auparavant partie de la collection d'Otto Gerstenberg à Berlin et participe aux dédommagements de guerre.